# Chladnit
Chladnit – minerał występujący w meteorytach żelaznych i achondrytach. Należy do grupy fosforanów i posiada wzór Na2CaMg7(PO4)6. Po raz pierwszy zidentyfikowano go jako pojedyncze ziarno w meteorycie żelaznym Carlton. Nazwa minerału upamiętnia niemieckiego fizyka i geologa Ernsta Florensa Friedricha Chladniego (1756-1827), twórcy meteorytyki.